# Плитка Труше
Плитки Труше — це квадратні плитки, прикрашені візерунками, які не є обертально-симетричними. Якщо розмістити їх у квадратній мозаїці на площині, то вони можуть утворювати різноманітні візерунки, а орієнтацію кожної плитки можна використовувати для візуалізації інформації, пов’язаної з положенням плитки в мозаїці.
Такого типу плитка була вперше описана в мемуарах Себастьєна Труше 1704 року під назвою «Mémoire sur les combinaisons» ( фр. — «Мемуари про комбінації»). Пізніше цю роботу переклав та популяризував англійський металург та історик фізики Сиріл Стенлі Сміт в 1987 році.   
Труше показав, що нескінченність візерунків може бути створена шляхом складання однієї напівкольорової плитки в різних орієнтаціях. Він втілив раннє уявлення про принципи комбінаторної теорії та кристалографічної симетрії, включаючи симетрію кольорів. Тут прості правила топології поділу та з’єднання використовуються для розширення концепції вибору напрямку Труше та, шляхом послаблення правил симетрії, для створення діаграм, що ілюструють співвідношення поля/землі, ієрархію структурної свободи та походження,  природу структурного порядку та безладу в загальному.

## Різноманітність

### Контрастні трикутники
Плитки, які спочатку вивчив Труше, мали візерунок у вигляді двох трикутників з контрастними кольорами. Кожна така плитка мала чотири можливі орієнтації.
Деякі приклади заповнення площини такими плитками.

З ритмом
Випадковий вибір орієнтацій

### Четвертинка кола
Другий загальноприйнятий вид плиток Труше, відповідно до Сміту, має рисунок на кожній плитці у вигляді двох четвертин кіл, що з'єднують середини межі сторони. Кожна така плитка має два варіанти орієнтації.

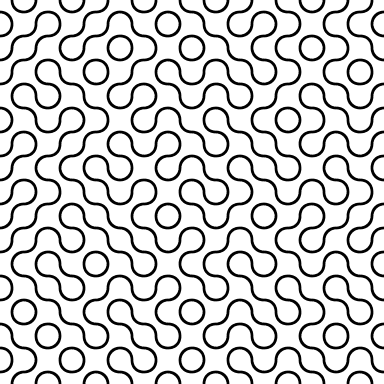

Мозаїка

### Діагональ
Лабіринт може бути згенерований тайлами у вигляді білого квадрата з чорною діагоналлю. Як і у випадку з чвертькруглими плитками, кожна така плитка має дві орієнтації. Зв’язність отриманого лабіринту можна проаналізувати математично за допомогою теорії перколяції зв’язків у критичній точці діагонально орієнтованої сітки. 

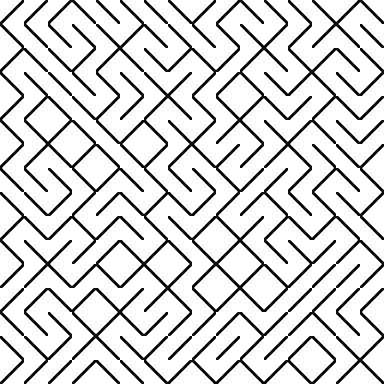
Лабіринт, створений з діагональних плиток